# Meine Zeit
Meine Zeit è il quarto album da solista del rapper tedesco Massiv.

## Tracce
1. Intro – 1:43
2. Meine Zeit – 4:01
3. Hand in Hand – 4:02
4. Einer aus dem Volk – 3:49
5. M.A.S. Techno – 3:08
6. Hollyhood – 3:40
7. Es zählt jede sekunde (feat. C.J. Taylor) – 4:04
8. Dream (feat. Mario Winans) – 3:47
9. Das gewisse etwas – 4:25
10. King of Rap – 3:45
11. Deutschland – 3:20
12. Die drei Löwen (feat. Sonic & Beirut) – 3:20
13. Blutsbruder – 3:10
14. Weil wir die Wahrheit nicht ins Auge sehen (feat. Beirut) – 3:10
15. Alles oder nichts (feat. Beirut) – 3:40
16. Ich bin Deutscher Hip Hop – 3:40
17. Rockballade

Edizione MZEEcom
1. Ich kann nichts dafür – 3:30
2. Erst arbeitslos, dann Millionär – 4:10
3. Mann gegen Mann – 2:40